# Kalifornische Schwarzeiche
Die Kalifornische Schwarzeiche (Quercus kelloggii) ist eine Pflanzenart aus der Gattung der Eichen (Quercus). Sie ist im westlichen Nordamerika heimisch.

## Beschreibung

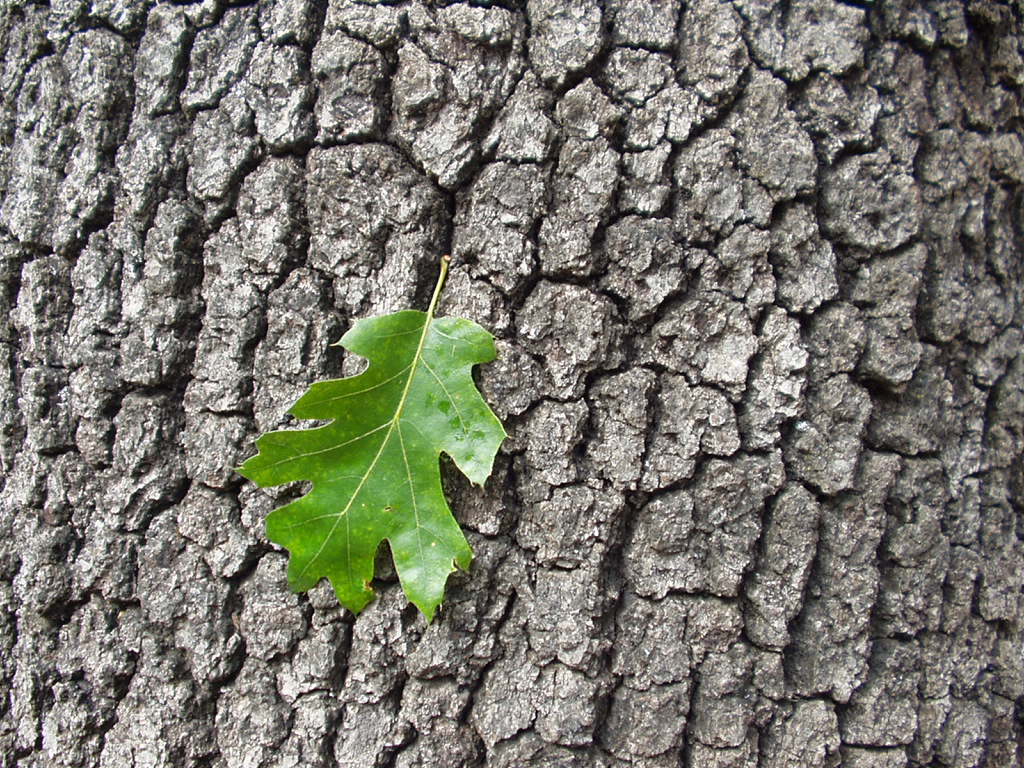
Borke und Laubblatt

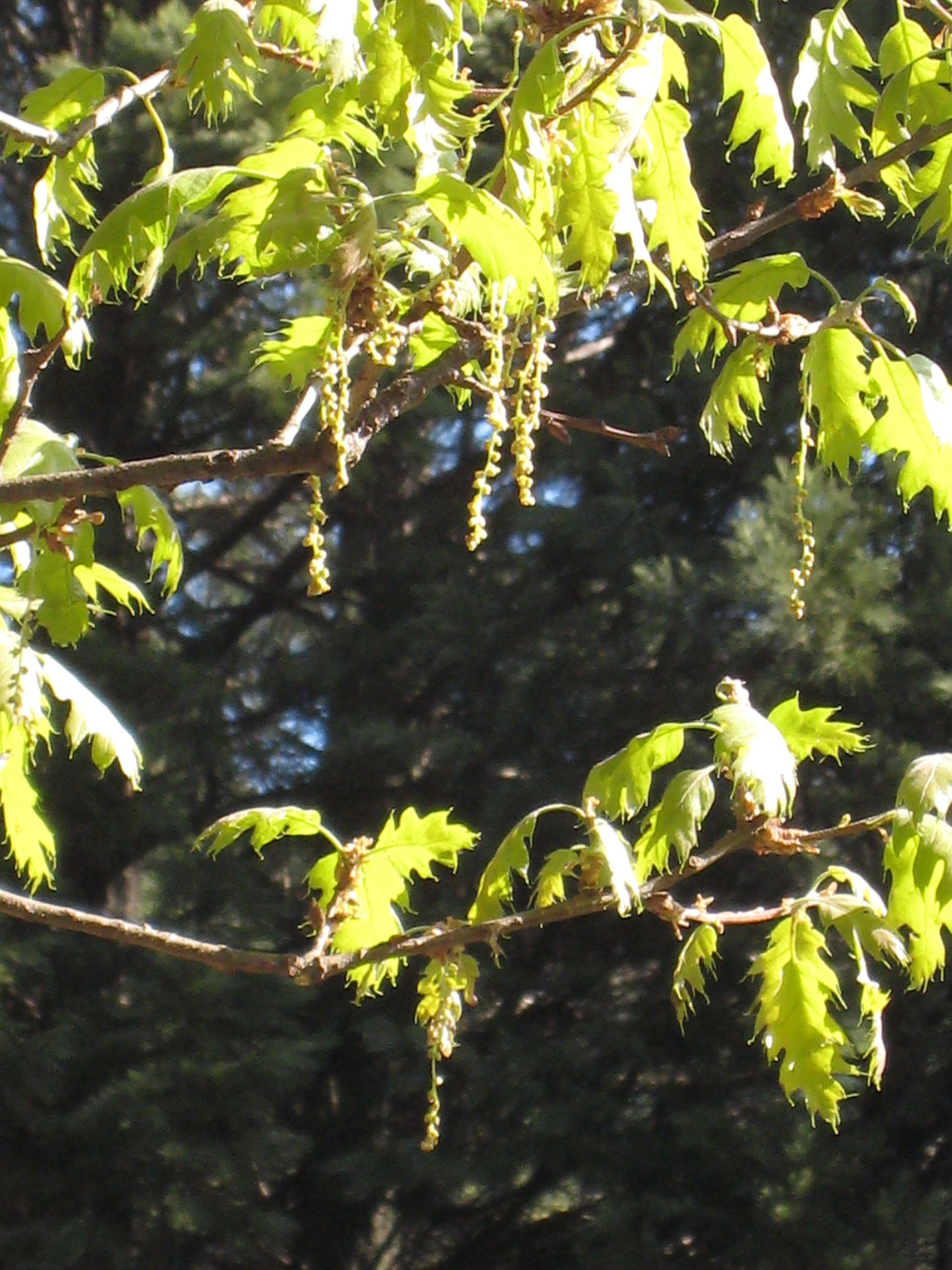
Junge Laubblätter und Blütenstände

### Erscheinungsbild, Rinde und Laubblätter
Die Kalifornische Schwarzeiche wächst als laubabwerfender Baum, der normalerweise Wuchshöhen von etwa 10 bis 25 Meter, in Ausnahmefällen bis über 36 Meter und Stammdurchmesser von bis über 1 Meter, selten bis über 2,5 Meter erreicht. Einzelexemplare können ein Alter von bis etwa 500 Jahren erreichen. Sie bildet typischerweise eine rundliche Baumkrone auf einem kurzen Stamm aus.
Die Borke ist an jungen Stämmen noch glatt, an älteren Bäumen rissig bis furchig, dick, grob und dunkelbraun bis schwarzgrau. Die Rinde der Zweige ist rot-braun und kahl. Die kokosnuss-braunen Endknospen sind mit einer Länge von 4 bis 10 mm eiförmig; sie sind kahl oder die Knospenschuppen sind am Rand bewimpert.
Die wechselständig und spiralig an den Zweigen angeordneten Laubblätter sind in Blattstiel und -spreite gegliedert. Der kahle bis dicht flaumig behaarte Blattstiel ist 10 bis 60 mm lang. Die einfache, mit einer Länge von 6 bis 20 cm und einer Breite von 4 bis 14 cm eiförmige oder breit elliptische bis verkehrt-eiförmige Blattspreite besitzt fünf bis elf Blattlappen mit tiefen Einbuchtungen und der Blattrand besitzt 13 bis 45 Spitzen, Grannen. Auf beiden Blattflächen treten die Hauptnerven hervor.

### Generative Merkmale
Die Blütezeit liegt im Frühling, je nach Höhenlage zwischen Mitte März und Mitte Mai. Die Kalifornische Schwarzeiche ist einhäusig getrenntgeschlechtig (monözisch). An einjährigen Zweigen hängen in den Blattachseln die männlichen Blütenstände, die eine Länge von 3,5 bis 7,5 cm aufweisen. In jeder männlichen Blüte befinden sich fünf bis neun Staubblätter mit hell-grünen Staubfäden und leuchtend roten Staubbeuteln. Am diesjährigen Austrieb stehen in den Blattachseln an einem kurzen Schaft eine oder zwei bis sieben weibliche Blüten. Die weiblichen Blüten besitzen dunkel-rote Narben.
Der mit einer Höhe von 1,3 bis 2,7 cm und einem Durchmesser von 2 bis 2,8 cm napf- bis tief schüsselförmige Fruchtbecher (Cupula) ist außen kahl bis flaumig behaart und umhüllt die Eichel zur Hälfte bis zwei Drittel. Die über den Winter am Baum bleibende, flaumig behaarte Eichel (Nussfrucht) ist mit einer Länge 2,1 bis 3,4 cm und einem Durchmesser von 1,4 bis 2,2 cm längliche bis breit-ellipsoid.
Die Chromosomenzahl beträgt 2n = 24.

## Vorkommen
Die Heimat der Kalifornische Schwarzeiche liegt im westlichen Nordamerika in küstennahen Gebirgsregionen der US-Bundesstaaten Oregon und Kalifornien, nach Süden bis zur mexikanischen Grenze reichend. Das Heimatareal ist etwa 3.620 km² groß.
Sie gedeiht an Hängen und Tälern im Hügelland und Gebirgen in Höhenlagen zwischen 300 und 2400 Meter. Als Standort werden trockenere Böden bevorzugt.

## Botanische Geschichte und Systematik
Erstmals wurde diese Pflanzenart offenbar 1846 bei Sonoma (Kalifornien) gesammelt, zunächst jedoch ohne einen botanischen Namen zu erhalten. 1857 benannte John Strong Newberry sie Quercus kelloggii in Pacif. Railr. Rep., 6, 28, 89, f. 6, womit er Albert Kellogg, einen frühen kalifornischen Botaniker und Arzt ehrte. 1878 wurden Eicheln der Kalifornischen Schwarzeiche von San Francisco nach England gebracht.
Synonyme für Quercus kelloggii Newb. sind: Quercus californica (Torrey) Cooper oder Quercus tinctoria var. californica Torrey. Quercus kelloggii gehört zur Sektion Lobatae in der Gattung Quercus.
Quercus kelloggii bildet Hybriden mit Quercus agrifolia (= Q. ×ganderi C.B.Wolf) und Q. wislizenii (= Q. ×morehus Kellogg).

## Nutzung
Das Holz wird unter anderem zur Herstellung von Möbeln und Paletten sowie als Brennholz genutzt.
Die Eicheln waren eine wichtige Nahrungsquelle für in Kalifornien einheimische Indianer; für viele Tierarten stellen sie bis heute in Kalifornien eine überaus wichtige Nahrungsquelle dar.